# ТЕС Рафха 2
29°29′14″ пн. ш. 43°32′35″ сх. д. / 29.48722° пн. ш. 43.54306° сх. д.
ТЕС Рафха 2 — теплова електростанція на півночі Саудівської Аравії.
В 2012 році на майданчику станції ввели в дію дві встановлені на роботу у відкритому циклі газові турбіни Siemens потужністю по 70,1 МВт.
В 2016-му ТЕС підсилили ще однією турбіною Siemens із тим же показником потужності.
Як паливо станція використовує нафтопродукти. 
Видача продукції відбувається по ЛЕП, що працює під напругою 132 кВ.